# Rebell
| Rebell |
| --- |
| Sovjetiska partisaner (gerilla) i Vitryssland 1943. - Betydelse – upprorsman, militant aktivist - Alternativ betydelse – bråkig person, motståndare till konventioner - Ursprung – franska rebelle (latin: rebellis, 'upprorisk'), i svensk skrift sedan 1635 |

En rebell är vanligen en upprorsman eller militant aktivist som vänder sig mot den etablerade politiska eller kulturella ordningen. Det används ofta i konstruktioner som rebellanda, rebellarmé, rebellrörelse eller rebellisk. Rebeller ingår ofta i väpnade upprorsrörelser och kan definieras som separatister.

## Andra betydelser
Ordet rebell kan även användas i överförd betydelse, om någon som motsätter sig konventioner, moden och rådande regler och/eller är allmänt "bråkig". Raggare, skinheads, fashioncore/hårdrockare och punkare är exempel på ofta ungdomsrelaterade grupperingar som vill kämpa emot (av tidigare generationer skapade) konventioner och sociala normer. En rebell kan agera politiskt (exempelvis i vald ställning ta ställning mot sitt parti – jämför politisk vilde).
Ordet används ofta som en pejorativ term, det vill säga för att beskriva "någon som inte gör som vi vill".[källa behövs]
I äldre svensk kunde begreppet även användas om en (utan orsak) trilsk häst. En annan betydelse var som beteckning för klöver sex eller spader sex i kortspelet gråpojs. Ett sådant "rebelliskt" kort kunde användas som en joker, det vill säga för att komplettera vilket annat kort som helst i en svit.

## Etymologi
Ordet är ett lån från franskans rebelle med samma betydelse. Det stammar ursprungligen från latinets rebellis, med betydelsen 'upprorisk' och bokstavligen 'som på nytt tar till vapen'. Det är bildat av prefixet re- samt bellum, 'krig'. I svensk skrift finns ordet rebell belagt sedan 1635.